# Světový pohár ve skocích na lyžích 2008/2009
30. ročník Světového poháru ve skocích na lyžích zahájil 29. listopadu 2008 závod ve finském Kuusamu, a skončil posledním závodem 22. března 2009 ve Slovinské Planici. Obhájcem posledního světového poháru byl Thomas Morgenstern z Rakouska. Celkovým vítězem se stal jeho krajan Gregor Schlierenzauer.

## Kalendář
| Závod                 | Datum        | Místo                    | Vítěz                 | Lídr SP               | Lídr SP Tým |
| --------------------- | ------------ | ------------------------ | --------------------- | --------------------- | ----------- |
| 1                     | 28. listopad | Kuusamo                  | Závod zrušen          |                       |             |
| 2                     | 29. listopad | Kuusamo                  | Simon Ammann          | Simon Ammann          |             |
| 1 Tým                 | 29. listopad | Kuusamo                  | Finsko                | Simon Ammann          | Finsko      |
| 3                     | 6. prosinec  | Trondheim                | Gregor Schlierenzauer | Gregor Schlierenzauer | Finsko      |
| 4                     | 7. prosinec  | Trondheim                | Simon Ammann          | Simon Ammann          | Finsko      |
| 5                     | 13. prosinec | Pragelato                | Simon Ammann          | Simon Ammann          | Finsko      |
| 6                     | 14. prosinec | Pragelato                | Fumihisa Jumoto       | Simon Ammann          | Finsko      |
| 7                     | 20. prosinec | Engelberg                | Simon Ammann          | Simon Ammann          | Finsko      |
| 8                     | 21. prosinec | Engelberg                | Gregor Schlierenzauer | Simon Ammann          | Finsko      |
| Turné čtyř můstků     |              |                          |                       | Simon Ammann          | Finsko      |
| 9                     | 29. prosinec | Oberstdorf               | Simon Ammann          | Simon Ammann          | Finsko      |
| 10                    | 1. leden     | Garmisch-Partenkirchen   | Wolfgang Loitzl       | Simon Ammann          | Finsko      |
| 11                    | 4. leden     | Innsbruck                | Wolfgang Loitzl       | Simon Ammann          | Finsko      |
| 12                    | 6. leden     | Bischofshofen            | Wolfgang Loitzl       | Simon Ammann          | Finsko      |
| Vítěz Wolfgang Loitzl |              |                          |                       | Simon Ammann          | Finsko      |
| 13                    | 10. leden    | Tauplitz/Bad Mitterndorf | Gregor Schlierenzauer | Simon Ammann          | Finsko      |
| 14                    | 11. leden    | Tauplitz/Bad Mitterndorf | Gregor Schlierenzauer | Simon Ammann          | Finsko      |
| 15                    | 16. leden    | Zakopane                 | Wolfgang Loitzl       | Simon Ammann          | Finsko      |
| 16                    | 17. leden    | Zakopane                 | Gregor Schlierenzauer | Simon Ammann          | Finsko      |
| 17                    | 24. leden    | Whistler                 | Gregor Schlierenzauer | Gregor Schlierenzauer | Finsko      |
| 18                    | 25. leden    | Whistler                 | Gregor Schlierenzauer | Gregor Schlierenzauer | Finsko      |
| 19                    | 3. únor      | Sapporo                  | Gregor Schlierenzauer | Gregor Schlierenzauer | Finsko      |
| 20                    | 4. únor      | Sapporo                  | Závod zrušen          | Gregor Schlierenzauer | Finsko      |
| FIS Tým Tour          |              |                          |                       | Gregor Schlierenzauer | Finsko      |
| 2 Tým                 | 7. únor      | Willingen                | Rakousko              | Gregor Schlierenzauer | Rakousko    |
| 21                    | 8. únor      | Willingen                | Gregor Schlierenzauer | Gregor Schlierenzauer | Rakousko    |
| 22                    | 11. únor     | Klingenthal              | Gregor Schlierenzauer | Gregor Schlierenzauer | Rakousko    |
| 23                    | 14. únor     | Oberstdorf               | Harri Olli            | Gregor Schlierenzauer | Rakousko    |
| 3 Tým                 | 15. únor     | Oberstdorf               | Finsko                | Gregor Schlierenzauer | Rakousko    |
| Vítěz Norsko          |              |                          |                       | Gregor Schlierenzauer | Rakousko    |
| Mistrovství světa     |              |                          |                       | Gregor Schlierenzauer | Rakousko    |
| 4 Tým                 | 7. březen    | Lahti                    | Rakousko              | Gregor Schlierenzauer | Rakousko    |
| Nordic Tournament     |              |                          |                       | Gregor Schlierenzauer | Rakousko    |
| 24                    | 8. březen    | Lahti                    | Gregor Schlierenzauer | Gregor Schlierenzauer | Rakousko    |
| 25                    | 10. březen   | Kuopio                   | [[]]                  |                       |             |
| 26                    | 13. březen   | Lillehammer              | [[]]                  |                       |             |
| 5 Tým                 | 14. březen   | Vikersund                | [[]]                  |                       |             |
| 27                    | 15. březen   | Vikersund                | [[]]                  |                       |             |
| Vítěz                 |              |                          |                       |                       |             |
| 28                    | 20. březen   | Planica                  | [[]]                  |                       |             |
| 6 Tým                 | 21. březen   | Planica                  | [[]]                  |                       |             |
| 29                    | 22. březen   | Planica                  | [[]]                  |                       |             |

## Světový pohár jednotlivců
- Žlutý trikot obléká vedoucí skokan světového poháru.
- Modrý trikot obléká vedoucí skokan Nordic Tournament.
- Zlatý trikot obléká vedoucí skokan Turné čtyř můstků.

### Kuusamo
HS142 Rukatunturi, Finland

29. listopad 2008

Zpráva:
- Thomas Morgenstern startoval ve žlutém trikotu jako vítěz světového poháru z minulého ročníku.

| *  | Jméno                 | 1. (m) | 2. (m) | Body  | Body celkem (Poř.) |
| -- | --------------------- | ------ | ------ | ----- | ------------------ |
| 1  | Simon Ammann          | 131.0  | 126.5  | 260.5 | 100 (1)            |
| 2  | Wolfgang Loitzl       | 124.5  | 130.0  | 256.1 | 80 (2)             |
| 3  | Gregor Schlierenzauer | 121.0  | 133.5  | 255.1 | 60 (3)             |
| 4  | Thomas Morgenstern    | 125.0  | 126.0  | 248.3 | 50 (4)             |
| 5  | Anders Bardal         | 113.0  | 137.0  | 244.5 | 45 (5)             |
| -  | --                    | --     | --     | --    | --                 |
| 11 | Jakub Janda           | 114.5  | 123.5  | 223.9 | 24 (11)            |
| 19 | Roman Koudelka        | 110.5  | 124.0  | 210.6 | 12 (19)            |

### Trondheim
| *  | Jméno                 | 1. (m) | 2. (m) | Body  | Body celkem (Poř.) |
| -- | --------------------- | ------ | ------ | ----- | ------------------ |
| 1  | Gregor Schlierenzauer | 140.0  | 135.0  | 285.7 | 160 (1)            |
| 2  | Ville Larinto         | 138.5  | 138.0  | 278.9 | 109 (3)            |
| 3  | Anders Jacobsen       | 134.0  | 138.0  | 278.8 | 60 (7)             |
| 4  | Anders Bardal         | 139.5  | 131.0  | 275.1 | 95 (5)             |
| 5  | Simon Ammann          | 137.5  | 132.0  | 271.3 | 145 (2)            |
| -  | --                    | --     | --     | --    | --                 |
| 12 | Roman Koudelka        | 134.5  | 130.5  | 263.7 | 34 (14)            |
| 17 | Jakub Janda           | 130.5  | 130.5  | 254.5 | 38 (11)            |

| *  | Jméno                 | 1. (m) | 2. (m) | Body  | Body celkem (Poř.) |
| -- | --------------------- | ------ | ------ | ----- | ------------------ |
| 1  | Simon Ammann          | 140.0  | 135.0  | 280.2 | 245 (1)            |
| 2  | Matti Hautamäki       | 137.0  | 135.0  | 278.3 | 116 (6)            |
| 3  | Gregor Schlierenzauer | 134.5  | 135.0  | 274.8 | 220 (2)            |
| 4  | Thomas Morgenstern    | 135.0  | 133.0  | 270.6 | 140 (4)            |
| 5  | Martin Koch           | 136.5  | 131.0  | 264.7 | 100 (8)            |
| -  | --                    | --     | --     | --    | --                 |
| 11 | Jakub Janda           | 131.0  | 129.0  | 252.7 | 62 (11)            |
| 22 | Roman Koudelka        | 128.5  | 126.0  | 240.8 | 43 (17)            |

### Pragelato
| *  | Jméno                 | 1. (m) | 2. (m) | Body  | Body celkem (Poř.) |
| -- | --------------------- | ------ | ------ | ----- | ------------------ |
| 1  | Simon Ammann          | 139.5  | 144.0  | 284.3 | 345 (1)            |
| 2  | Gregor Schlierenzauer | 137.5  | 139.5  | 282.6 | 300 (2)            |
| 3  | Ville Larinto         | 131.5  | 135.0  | 259.2 | 205 (3)            |
| 4  | Martin Schmitt        | 132.0  | 133.5  | 256.4 | 88 (12)            |
| 5  | Harri Olli            | 133.0  | 131.0  | 255.2 | 78 (14)            |
| -  | --                    | --     | --     | --    | --                 |
| 9  | Roman Koudelka        | 131.0  | 131.0  | 251,6 | 72 (16)            |
| 25 | Jakub Janda           | 124.5  | 124.5  | 225.2 | 68 (17)            |

| *  | Jméno                 | 1. (m) | 2. (m) | Body  | Body celkem (Poř.) |
| -- | --------------------- | ------ | ------ | ----- | ------------------ |
| 1  | Fumihisa Yumoto       | 126.0  | -      | 114.8 | 144 (6)            |
| 2  | Simon Ammann          | 124.5  | -      | 113.6 | 425 (1)            |
| 3  | Johan Remen Evensen   | 123.5  | -      | 110.3 | 144 (6)            |
| 4  | Gregor Schlierenzauer | 122.5  | -      | 106.5 | 350 (2)            |
| 5  | Harri Olli            | 121.5  | -      | 106.2 | 123 (10)           |
| -  | --                    | --     | --     | --    | --                 |
| 10 | Jakub Janda           | 116,5  | -      | 96,2  | 94 (16)            |
| 26 | Roman Koudelka        | 109.5  | -      | 82,1  | 77 (18)            |

### Engelberg
| *  | Jméno                 | 1. (m) | 2. (m) | Body  | Body celkem (Poř.) |
| -- | --------------------- | ------ | ------ | ----- | ------------------ |
| 1  | Simon Ammann          | 138.5  | 137.0  | 275.4 | 525 (1)            |
| 2  | Wolfgang Loitzl       | 134.0  | 137.5  | 273.2 | 279 (3)            |
| 3  | Gregor Schlierenzauer | 135.0  | 134.0  | 265.7 | 410 (2)            |
| 4  | Ville Larinto         | 131.0  | 134.5  | 259.4 | 255 (4)            |
| 5  | Tom Hilde             | 134.0  | 128.5  | 252.0 | 62 (21)            |
| -  | --                    | --     | --     | --    | --                 |
| 15 | Jakub Janda           | 124.5  | 125.0  | 226,1 | 110 (15)           |
| 23 | Jan Matura            | 126.0  | 117.0  | 212,4 | 8 (44)             |
| 28 | Ondřej Vaculík        | 119.5  | 119.5  | 201,2 | 3 (51)             |
| Q  | Roman Koudelka        | --     | --     | --    | 77 (19)            |

| *  | Jméno                 | 1. (m) | 2. (m) | Body  | Body celkem (Poř.) |
| -- | --------------------- | ------ | ------ | ----- | ------------------ |
| 1  | Gregor Schlierenzauer | 133.5  | 133.5  | 264.1 | 510 (2)            |
| 2  | Wolfgang Loitzl       | 132.5  | 133.0  | 262.4 | 359 (3)            |
| 3  | Simon Ammann          | 131.5  | 136.0  | 260.0 | 585 (1)            |
| 4  | Martin Schmitt        | 129.0  | 134.0  | 253.9 | 203 (6)            |
| 5  | Harri Olli            | 127.5  | 133.5  | 251.3 | 188 (8)            |
| -  | --                    | --     | --     | --    | --                 |
| 14 | Roman Koudelka        | 124,0  | 125,0  | 225,2 | 95 (19)            |
| 16 | Jakub Janda           | 123,0  | 124,0  | 221,6 | 125 (16)           |
| 25 | Ondřej Vaculík        | 124,5  | 120,0  | 213,6 | 9 (42)             |
| 43 | Jan Matura            | 116.0  | -      | 96,3  | 8 (45)             |

### Turné čtyř můstků
| *   | Jméno                 | 1. (m) | 2. (m) | Body  | Body TM (Poř.) | Body SP (Poř.) |
| --- | --------------------- | ------ | ------ | ----- | -------------- | -------------- |
| 1   | Simon Ammann          | 136.5  | 134.0  | 286.4 | 286.4 (1)      | 685 (1)        |
| 2   | Wolfgang Loitzl       | 135.0  | 134.0  | 285.2 | 285.2 (2)      | 439 (3)        |
| 3   | Dimitry Vassiliev     | 134.5  | 136.0  | 284.4 | 284.4 (3)      | 185 (9)        |
| 4   | Gregor Schlierenzauer | 133.0  | 134.0  | 280.1 | 280.1 (4)      | 560 (2)        |
| 5   | Martin Schmitt        | 134.5  | 129.0  | 273.8 | 273.8 (5)      | 248 (6)        |
| -   | --                    | --     | --     | --    | --             |                |
| 25  | Jakub Janda           | 125.0  | 118.5  | 232,3 | 232,3 (25)     | 131 (18)       |
| 26  | Roman Koudelka        | 124,5  | 119,5  | 232,2 | 232,2 (26)     | 100 (20)       |
| 36  | Ondřej Vaculík        | 121.0  | --     | 113,3 | 113,3 (36)     | 9 (42)         |
| DNS | Jan Matura            | --     | --     | --    | --             | 8 (45)         |

| *   | Jméno                 | 1. (m) | 2. (m) | Body  | Body TM (Poř.) | Body SP (Poř.) |
| --- | --------------------- | ------ | ------ | ----- | -------------- | -------------- |
| 1   | Wolfgang Loitzl       | 134.5  | 136.5  | 276.3 | 561.5 (1)      | 539 (3)        |
| 2   | Simon Ammann          | 140.0  | 134.5  | 274.6 | 561.0 (2)      | 765 (1)        |
| 3   | Harri Olli            | 133.0  | 131.5  | 258.6 | 527.1 (4)      | 284 (6)        |
| 4   | Gregor Schlierenzauer | 134.0  | 130.5  | 257.6 | 537.7 (3)      | 610 (2)        |
| 5   | Martin Koch           | 134.5  | 128.0  | 249.0 | 482.5 (11)     | 230 (8)        |
| -   | --                    | --     | --     | --    | --             |                |
| 13  | Roman Koudelka        | 124,0  | 124,5  | 223,8 | 456,0 (19)     | 120 (20)       |
| 17  | Jakub Janda           | 125,5  | 121,0  | 220,2 | 452,5(20)      | 145 (17)       |
| 42  | Ondřej Vaculík        | 114,0  | --     | 90,2  | 203,5 (49)     | 9 (42)         |
| DNS | Jan Matura            | --     | --     | --    | --             | 8 (45)         |

| *   | Jméno                 | 1. (m) | 2. (m) | Body  | Body TM (Poř.) | Body SP (Poř.) |
| --- | --------------------- | ------ | ------ | ----- | -------------- | -------------- |
| 1   | Wolfgang Loitzl       | 126.5  | 128.5  | 261.0 | 822.5 (1)      | 639 (3)        |
| 2   | Gregor Schlierenzauer | 126.0  | 127.5  | 260.3 | 798.0 (3)      | 690 (2)        |
| 3   | Martin Schmitt        | 128.5  | 125.5  | 257.7 | 776.7 (4)      | 340 (5)        |
| 4   | Matti Hautamäki       | 123.5  | 128.0  | 253.2 | 740.8 (9)      | 241 (10)       |
| 5   | Thomas Morgenstern    | 124.5  | 125.0  | 250.6 | 753.8 (8)      | 359 (4)        |
| -   | --                    | --     | --     | --    | --             |                |
| 19  | Roman Koudelka        | 115,5  | 123,5  | 224,7 | 680,7 (17)     | 132 (21)       |
| 33  | Jakub Janda           | 114.0  | --     | 101,7 | 554,2 (26)     | 145 (17)       |
| 48  | Ondřej Vaculík        | 107,5  | --     | 86,5  | 290,0 (41)     | 9 (42)         |
| DNS | Jan Matura            | --     | --     | --    | --             | 8 (45)         |

| *   | Jméno                 | 1. (m) | 2. (m) | Body  | Body TM (Poř.) | Body SP (Poř.) |
| --- | --------------------- | ------ | ------ | ----- | -------------- | -------------- |
| 1   | Wolfgang Loitzl       | 141.5  | 142.5  | 301.2 | 1123.7 (1)     | 739 (3)        |
| 2   | Simon Ammann          | 137.5  | 140.5  | 284.4 | 1091.1 (2)     | 877 (1)        |
| 3   | Dimitry Vassiliev     | 138.0  | 138.5  | 279.2 | 1048.1 (5)     | 303 (8)        |
| 4   | Gregor Schlierenzauer | 138.5  | 136.0  | 279.1 | 1077.1 (3)     | 740 (2)        |
| 5   | Martin Schmitt        | 138.5  | 136.5  | 278.5 | 1055.2 (4)     | 385 (4)        |
| -   | --                    | --     | --     | --    | --             |                |
| 22  | Roman Koudelka        | 126,5  | 127,5  | 233,2 | 913,9 (18)     | 141 (20)       |
| 23  | Jakub Janda           | 127,5  | 124,5  | 231,6 | 785,8 (22)     | 153 (19)       |
| DNS | Ondřej Vaculík        | --     | --     | --    | 290,0 (44)     | 9 (42)         |
| DNS | Jan Matura            | --     | --     | --    | --             | 8 (45)         |

### Tauplitz/Bad Mitterndorf
| *   | Jméno                 | 1. (m) | 2. (m) | Body  | Body celkem (Poř.) |
| --- | --------------------- | ------ | ------ | ----- | ------------------ |
| 1   | Gregor Schlierenzauer | 199.5  | 215.5  | 398.0 | 840 (2)            |
| 2   | Simon Ammann          | 207.5  | 195.5  | 390.1 | 957 (1)            |
| 3   | Martin Koch           | 197.5  | 209.0  | 386.8 | 337 (8)            |
| 4   | Anders Jacobsen       | 187.5  | 201.5  | 371.3 | 314 (9)            |
| 5   | Ville Larinto         | 187.5  | 199.0  | 368.8 | 381 (6)            |
| -   | --                    | --     | --     | --    | --                 |
| 24  | Lukáš Hlava           | 171,5  | 165    | 300,3 | 7 (49)             |
| 26  | Jakub Janda           | 164,5  | 162,5  | 289,9 | 158 (19)           |
| 33  | Borek Sedlák          | 153    | --     | 130,6 | --                 |
| 23  | Jan Matura            | 148    | --     | 124,1 | 8 (47)             |
| DNS | Ondřej Vaculík        | --     | --     | --    | 9 (43)             |
| DNS | Roman Koudelka        | --     | --     | --    | 141 (20)           |

| *   | Jméno                 | 1. (m) | 2. (m) | Body  | Body celkem (Poř.) |
| --- | --------------------- | ------ | ------ | ----- | ------------------ |
| 1   | Gregor Schlierenzauer | 203.5  | 202.0  | 393.6 | 940 (2)            |
| 2   | Harri Olli            | 201.5  | 200.5  | 390.4 | 438 (5)            |
| 3   | Simon Ammann          | 197.5  | 198.5  | 382.2 | 1017 (1)           |
| 4   | Anders Jacobsen       | 195.5  | 198.5  | 381.3 | 364 (9)            |
| 5   | Martin Koch           | 193.5  | 201.0  | 378.9 | 382 (8)            |
| -   | --                    | --     | --     | --    | --                 |
| 27  | Lukáš Hlava           | 164,5  | 159,0  | 285,7 | 11 (45)            |
| 28  | Jakub Janda           | 154,5  | 162,5  | 277,4 | 161 (19)           |
| 29  | Jan Matura            | 156,5  | 149,0  | 259,6 | 10 (48)            |
| 37  | Borek Sedlák          | 142,0  | --     | 115,4 | --                 |
| DNS | Roman Koudelka        | --     | --     | --    | 141 (20)           |
| 25  | Ondřej Vaculík        | --     | --     | --    | 9 (50)             |

### Zakopane
| *   | Jméno                 | 1. (m) | 2. (m) | Body  | Body celkem (Poř.) |
| --- | --------------------- | ------ | ------ | ----- | ------------------ |
| 1   | Wolfgang Loitzl       | 129.5  | 132.0  | 272.7 | 901 (3)            |
| 2   | Gregor Schlierenzauer | 127.5  | 130.0  | 262.5 | 1020 (2)           |
| 3   | Martin Schmitt        | 121.0  | 129.5  | 249.4 | 487 (4)            |
| 4   | Roman Koudelka        | 125.5  | 124.0  | 245.1 | 191 (19)           |
| 5   | Simon Ammann          | 118.0  | 127.0  | 236.5 | 1062 (1)           |
| 6   | Jakub Janda           | 121,0  | 120,0  | 229,8 | 201 (18)           |
| -   | --                    | --     | --     | --    | --                 |
| 31  | Martin Cikl           | 111,5  | 106,0  | 180,0 | --                 |
| 38  | Ondřej Vaculík        | 107,0  | --     | 86,6  | 9 (57)             |
| DNS | Lukáš Hlava           | --     | --     | --    | 11 (50)            |
| DNS | Borek Sedlák          | --     | --     | --    | --                 |
| DNS | Jan Matura            | --     | --     | --    | 8 (53)             |

| *   | Jméno                 | 1. (m) | 2. (m) | Body  | Body celkem (Poř.) |
| --- | --------------------- | ------ | ------ | ----- | ------------------ |
| 1   | Gregor Schlierenzauer | 130.5  | 138.5  | 285.7 | 1120 (2)           |
| 2   | Wolfgang Loitzl       | 130.0  | 136.5  | 280.7 | 981 (3)            |
| 3   | Simon Ammann          | 127.5  | 134.0  | 271.2 | 1122 (1)           |
| 4   | Dimitry Vassiliev     | 126.0  | 132.5  | 262.3 | 389 (8)            |
| 5   | Martin Schmitt        | 123.5  | 132.0  | 258.4 | 532 (4)            |
| -   | --                    | --     | --     | --    | --                 |
| 7   | Roman Koudelka        | 120,5  | 131,0  | 250,2 | 227 (17)           |
| 25  | Martin Cikl           | 118,0  | 128,5  | 214,2 | 6 (64)             |
| 33  | Jakub Janda           | 114    | --     | 101,7 | 201 (19)           |
| 40  | Ondřej Vaculík        | 113,5  | --     | 99,3  | 9 (60)             |
| DNS | Lukáš Hlava           | --     | --     | --    | 11 (53)            |
| DNS | Jan Matura            | --     | --     | --    | 10 (56)            |
| DNS | Borek Sedlák          | --     | --     | --    | --                 |

### Whistler
| *   | Jméno                 | 1. (m) | 2. (m) | Body  | Body celkem (Poř.) |
| --- | --------------------- | ------ | ------ | ----- | ------------------ |
| 1   | Gregor Schlierenzauer | 142.0  | 139.5  | 289.2 | 1220 (1)           |
| 2   | Wolfgang Loitzl       | 136.5  | 135.5  | 274.1 | 1061 (3)           |
| 3   | Matti Hautamäki       | 136.5  | 135.5  | 270.6 | 393 (10)           |
| 4   | Simon Ammann          | 138.5  | 132.0  | 264.4 | 1172 (2)           |
| 5   | Thomas Morgenstern    | 130.5  | 137.5  | 262.9 | 488 (5)            |
| -   | --                    | --     | --     | --    | --                 |
| 16  | Roman Koudelka        | 128,5  | 126,0  | 232,1 | 242 (17)           |
| 21  | Martin Cikl           | 127,0  | 121,0  | 221,4 | 16 (48)            |
| 40  | Borek Sedlák          | 112,5  | --     | 86,0  | --                 |
| DNS | Lukáš Hlava           | --     | --     | --    | 11 (55)            |
| DNS | Jakub Janda           | --     | --     | --    | 201 (19)           |
| DNS | Jan Matura            | --     | --     | --1   | 10 (58)            |
| DNS | Ondřej Vaculík        | --     | --     | --    | 9 (62)             |

| *   | Jméno                 | 1. (m) | 2. (m) | Body  | Body celkem (Poř.) |
| --- | --------------------- | ------ | ------ | ----- | ------------------ |
| 1   | Gregor Schlierenzauer | 137.5  | 149.0  | 293.2 | 1320 (1)           |
| 2   | Thomas Morgenstern    | 140.5  | 141.0  | 291.7 | 568 (5)            |
| 3   | Ville Larinto         | 137.0  | 149.0  | 272.3 | 503 (6)            |
| 4   | Adam Małysz           | 133.0  | 135.5  | 264.8 | 207 (19)           |
| 5   | Wolfgang Loitzl       | 125.0  | 140.0  | 260.5 | 1106 (3)           |
| -   | --                    | --     | --     | --    | --                 |
| 16  | Roman Koudelka        | 127,5  | 126,5  | 233,2 | 257 (16)           |
| 27  | Martin Cikl           | 123,0  | 109,0  | 188,6 | 20 (47)            |
| DNS | Lukáš Hlava           | --     | --     | --    | 11 (55)            |
| DNS | Jakub Janda           | --     | --     | --    | 201 (20)           |
| DNS | Jan Matura            | --     | --     | --    | 10 (58)            |
| DNS | Borek Sedlák          | --     | --     | --    | --                 |
| DNS | Ondřej Vaculík        | --     | --     | --    | 9 (62)             |

### Sapporo
HS134 Mt. Okura Ski Jump Stadium, Japonsko

31. leden 2009

Zpráva:
- Češi se závodu nezúčastnili.

| * | Jméno                 | 1. (m) | 2. (m) | Body  | Body celkem (Poř.) |
| - | --------------------- | ------ | ------ | ----- | ------------------ |
| 1 | Gregor Schlierenzauer | 133.0  | 120.5  | 253.3 | 1420 (1)           |
| 2 | Thomas Morgenstern    | 112.0  | 123.5  | 216.9 | 648 (4)            |
| 3 | Wolfgang Loitzl       | 112.0  | 119.5  | 211.2 | 1166 (3)           |
| 4 | Kalle Keituri         | 127.0  | 96.5   | 193.3 | 226 (18)           |
| 5 | Yuta Watase           | 121.5  | 99.0   | 187.9 | 142 (25)           |

## Světový pohár týmů

### Kuusamo
HS142 Rukatunturi, Finsko

29. listopad 2008

Zpráva
- Soutěž týmu se uskutečnila po skončení skoku jednotlivců a byla náhradou za zrušené skoky z předchozího dne. České reprezentace vyslala do Finska pouze Jakuba Jandu a Romana Koudelku, proto se týmové soutěže nezúčastnila.

| * | Tým      | Skokani               | 1. (m) | 2. (m) | Body  |
| - | -------- | --------------------- | ------ | ------ | ----- |
| 1 | Finsko   | Ville Larinto         | 127.0  | -      | 540.1 |
| 1 | Finsko   | Kalle Keituri         | 129.5  | -      | 540.1 |
| 1 | Finsko   | Harri Olli            | 128.0  | -      | 540.1 |
| 1 | Finsko   | Matti Hautamäki       | 140.0  | -      | 540.1 |
| 2 | Rakousko | Wolfgang Loitzl       | 128.5  | -      | 534.3 |
| 2 | Rakousko | Martin Koch           | 128.0  | -      | 534.3 |
| 2 | Rakousko | Gregor Schlierenzauer | 131.0  | -      | 534.3 |
| 2 | Rakousko | Thomas Morgenstern    | 136.5  | -      | 534.3 |
| 3 | Německo  | Felix Schoft          | 122.0  | -      | 497.7 |
| 3 | Německo  | Michael Uhrmann       | 126.0  | -      | 497.7 |
| 3 | Německo  | Martin Schmitt        | 123.0  | -      | 497.7 |
| 3 | Německo  | Michael Neumayer      | 135.5  | -      | 497.7 |

### Willingen
HS145 Mühlenkopfschanze, Německo

7. únor 2009

Zpráva
- Lídr světového poháru Gregor Schlierenzauer se neúčastnil soutěže družstev.

| * | Tým      | Skokani            | 1. (m) | 2. (m) | Body  |
| - | -------- | ------------------ | ------ | ------ | ----- |
| 1 | Rakousko | Thomas Morgenstern | 140.0  | 143.5  | 902.9 |
| 1 | Rakousko | Markus Eggenhofer  | 132.0  | 122.0  | 902.9 |
| 1 | Rakousko | Andreas Kofler     | 131.0  | 114.5  | 902.9 |
| 1 | Rakousko | Wolfgang Loitzl    | 125.5  | 122.0  | 902.9 |
| 2 | Norsko   | Roar Ljøkelsøy     | 139.0  | 139.5  | 901.2 |
| 2 | Norsko   | Tom Hilde          | 120.5  | 119.0  | 901.2 |
| 2 | Norsko   | Anders Bardal      | 140.0  | 119.5  | 901.2 |
| 2 | Norsko   | Anders Jacobsen    | 134.5  | 122.0  | 901.2 |
| 3 | Finsko   | Ville Larinto      | 142.5  | 138.0  | 793.2 |
| 3 | Finsko   | Kalle Keituri      | 120.0  | 99.0   | 793.2 |
| 3 | Finsko   | Matti Hautamäki    | 135.0  | 118.5  | 793.2 |
| 3 | Finsko   | Harri Olli         | 117.0  | 114.0  | 793.2 |
|   |          |                    |        |        |       |
| 7 | Česko    | Ondřej Vaculík     | 122.5  | 116.0  | 707,4 |
| 7 | Česko    | Martin Cikl        | 115.5  | 109.5  | 707,4 |
| 7 | Česko    | Roman Koudelka     | 138.0  | 111.5  | 707,4 |
| 7 | Česko    | Jakub Janda        | 123.5  | 104.0  | 707,4 |

### Oberstdorf
HS213 Heini-Klopfer-Skiflugschanze, Německo

15. únor 2009

### Lahti
HS130 Salpausselkä, Finsko

7. březen 2009

### Vikersund
HS207 Vikersundbakken, Norsko

14. březen 2009

### Planica
HS215 Letalnica, Slovinsko

21. březen 2009